# 할트마깅 바톨가
할트마깅 바톨가(몽골어: Халтмаагийн Баттулга, 몽골어 발음: [χaɬtʰˈmaɟiŋ ˈpat̚tʰʊɮɢ], 문화어: 할트마 바뜨톨가, 1963년 3월 3일~)는 몽골의 정치인이다. 민주당 소속으로 2017년부터 2021년까지 몽골의 제5대 대통령으로 재직했다.
1980년대, 1990년대에 삼보 선수로 활동한 경력을 갖고 있으며 2006년에는 몽골 유도 연맹 회장을 역임했다. 2008년부터 2012년까지 몽골 도로교통건설도시개발부 장관을 역임했고 2012년부터 2014년까지 몽골 농업공업부 장관을 역임했다.
2017년 6월 26일에 실시된 몽골 대통령 선거 1차 투표에서 민주당 후보로 출마하여 38.6%의 득표율을 기록했지만 과반 득표자가 나오지 않았기 때문에 몽골 역사상 최초로 대통령 선거 결선 투표가 진행되었다. 2017년 7월 7일에 실시된 결선 투표에서 50.6%의 득표율을 기록하여 당선되었다. 그러나 2021년 헌법재판소 판결로 인해 재선 도전이 불가능해졌고 같은 해 6월 25일에 오흐나깅 후렐수흐에게 대통령직을 넘겨주고 퇴임했다.

## 역대 선거 결과
| 선거명      | 직책명        | 대수 | 정당   | 1차 득표율 | 1차 득표수 | 2차 득표율 | 2차 득표수 | 결과 | 당락 |
| ----------- | ------------- | ---- | ------ | ---------- | ---------- | ---------- | ---------- | ---- | ---- |
| 2017년 선거 | 몽골의 대통령 | 5대  | 민주당 | 38.64%     | 517,478표  | 55.15%     | 611,226표  | 1위  |      |